# فرانتس ساندل
فرانتس ساندل (بالألمانية: Franz Csandl)‏ (مواليد 24 سبتمبر 1948) هو ملاكم نمساوي، مثّل بلاده في الألعاب الأولمبية الصيفية 1972.

## روابط خارجية
- فرانتس ساندل على موقع بوكس ريك (الإنجليزية) (registration required)
- فرانتس ساندل على موقع أوليمبيديا (الإنجليزية)